# La roue tourne (association)
 (mai 2019).
Si vous disposez d'ouvrages ou d'articles de référence ou si vous connaissez des sites web de qualité traitant du thème abordé ici, merci de compléter l'article en donnant les références utiles à sa vérifiabilité et en les liant à la section « Notes et références ».
La roue tourne est une association dont l'objet social consiste à soutenir, aider financièrement et matériellement les artistes tombés dans le besoin ou retraités. Elle est fondée par l'acteur français Paul Azaïs et l'humaniste Janalla Jarnach en 1957. À partir des années 1960, les membres de l'association peuvent notamment intervenir lors d'une représentation, d'un spectacle ou la projection d'un film de cinéma en sollicitant l'assistance.

## Création
En 1943, Paul Azaïs (1902-1974), acteur familier du public, est renversé par une voiture alors qu'il rentre à bicyclette du studio de tournage. Il passe 20 jours dans le coma et doit interrompre sa carrière. Trois jours de travail lui manquant pour bénéficier d'une couverture sociale, il traverse une période difficile. Il décide alors d'agir pour aider les artistes du spectacle en proie aux mêmes difficultés.
Ainsi, le 15 mai 1957, il fonde avec Janalla Jarnach une association d'entraide du spectacle (loi de 1901) et d'assistance et de bienfaisance (loi du 14 janvier 1933) baptisée « La Roue tourne ».
Ils obtiennent beaucoup d'aide de la part d'amis. Sous les auspices présidentiels de Fernandel, du parrainage de Jean Marais et de Michèle Morgan voit le jour le premier Comité d'honneur composé de Marcel Achard (de l'Académie française), Paul Gordeaux (académie de l'humour), André Bourvil, Charles Boyer, Jacques Brel, René Clair (de l'Académie française), Jean Cocteau (de l'Académie française), Annie Cordy, Paulette Dubost, Joseph Kessel (de l'Académie française), le Dr Bernard Lapay (de l'Académie de médecine), Noël-Noël, Marcel Pagnol (de l'Académie française), Tino Rossi, Serge (sculpteur), Sophie Stambat (écrivain), Jacques Tati, Georges van Parys et Serge Veber (vice-président de la société des auteurs dramatiques).

## Actions
Telle qu'elle se présente, La roue tourne étudie chaque cas en particulier sans porter de jugement, favorise l'accès aux droits juridiques, sociaux, médicaux et aide financièrement les personnes les plus démunies en attente de leurs droits (loyers, factures d'électricité, nourriture…).
Elle accompagne tous ceux qui sont dans la solitude tout en respectant leur dignité.